# Doksorubicin
Doksorubicin, med drugim pod zaščitenim imenom Adriamycin, je antibiotični citostatik, ki se uporablja za zdravljenje raka. Indikacije zajemajo med drugim raka dojke, raka sečnega mehurja, Kaposijev sarkom, limfom in akutno limfocitno levkemijo. Pogosto se uporablja v kombinaciji z drugimi protirakavimi zdravili. Uporablja se v obliki intravenskih injekcij.
Med pogoste neželene učinke spadajo izpadanje las, zaviranje delovanja kostnega mozga, bruhanje, izpuščaj in vnetje sluznice v ustih. Kot hudi neželeni učinki se lahko pojavijo alergijska reakcija, ki se lahko izrazi tudi kot anafilaksija, kardiotoksičnost (škodljivo delovanje na srce), tkivne poškodbe na mestu injiciranja, fenomen pomnjenja obsevanja in z zdravljenjem povezana levkemija. Bolniki imajo običajno nekaj dni po apliciranju zdravila rdeče obarvan seč. Doksorubicin spada med antraciklinske antibiotične citostatike. Deluje na DNK v rakavih celicah.
Doksorubicin so za klinično uporabo v Združenih državah Amerike odobrili leta 1964. Uvrščen je na seznam nujnih zdravil Svetovne zdravstvene organizacije, na katerem so zdravila, bistvena za zagotavljanje osnovne zdravstvene oskrbe. Na trgu so tudi novejša zdravila z liposomskim ali pegiliranim liposomskim doksorubicinom, ki pa imajo višjo ceno. Doksorubicin so prvič osamili iz bakterije Streptomyces peucetius.

## Klinična uporaba
Doksorubicin se uporablja v zdravljenju različnih vrst raka, pogosto v kombinaciji z drugimi protirakavimi zdravili. Indikacije zajemajo med drugim raka dojke, raka sečnega mehurja, Kaposijev sarkom,  pljučnega raka, raka želodca, raka jajčnikov, raka ščitnice, sarkom mehkih tkiv, diseminirani plazmacitom, limfom, akutno limfocitno levkemijo. 
Pogosto uporabljene protirakave sheme zdravljenja, ki vsebujejo doksorubicin, so AC (Adriamycin in ciklofosfamid), TAC (taksoter, AC), ABVD (Adriamycin, bleomicin, vinblastin, dakarbazin), BEACOPP, CHOP (ciklofosfamid, hidroksidavnorubicin, vinkristin, prednizon) in FAC (5-fluorouracil, Adriamycin, ciklofosfamid).
Pegilirani liposomski doksorubicin (pod zaščitenim imenom Caelyx) je v Evropski uniji odobren za zdravljenje raka dojke, raka jajčnikov in z aidsom povezanega Kaposijevega sarcoma. V kombinaciji z bortezomibom je odobren za zdravljenje diseminiranega plazmacitoma. Doksorubicinijev klorid v liposomski obliki (pod zaščitenim imenom Myocet liposomal) je v kombinaciji s ciklofosfamidom odobren za zdravljenje raka dojke.

## Formulacije doksorubicina
Poleg konvencionalnega doksorubicina so na trgu so tudi novejša zdravila z liposomskim ali pegiliranim liposomskim doksorubicinom, ki pa imajo višjo ceno. V liposomskih formulacijah se učinkovina nahaja v liposomih, majhnih mešičkih, obdanih s fosfolipidnim dvoslojem. Velikost liposomov (okoli 100 nm) preprečuje, da bi učinkovina iz žilja prehajala v okolna zdrava tkiva, kot so prebavila in srce. S tem se zmanjša tveganje za neželene učinke na te organe. Žilne stene v rakavem tkivu pa so bolj prepustne, zato liposomi tja lahko prehajajo in v rakavem tkivu se zdravilo kopiči. V zdravilih, ki vsebujejo pegilirani liposomski doksorubicin, imajo liposomi, ki vsebujejo učinkovino, površinsko vezane delce hidrofilnega polimera metoksipolietilenglikola (MPEG). Linearne molekule MPEG segajo s površine liposomov in oblikujejo zaščitno prevleko, ki zmanjšuje medsebojno delovanje med lipidnim dvoslojem in sestavinami plazme.  S tem ovirajo vezavo beljakovin iz plazme na liposomske delce, ki sicer delujejo kot oponini in po vezavi na liposome aktivirajo fagocite, da razgradijo liposome. Posledično so pegilirani liposomi v krvnem obtoku stabilnejši.

## Mehanizem delovanja
Doksorubicin spada med antraciklinske antibiotike; le-ti izkazujejo več mehanizmov protirakavega delovanja. Glavni mehanizem je zaviranje topoizomeraze II, se pa tudi interkaliraji v že obstoječo verigo DNK ter dosegajo citotoksičnost preko tvorbe reaktivnih radikalov. Njihovo citotoksično delovanje je zato fazno nespecifično.